# Igrzyska Azjatyckie 1978
VIII Igrzyska Azjatyckie – zawody sportowe państw azjatyckich, które odbyły się w dniach 9-20 grudnia 1978 w stolicy Tajlandii, Bangkoku. Pierwotnie na gospodarza tych igrzysk wybrano Singapur, jednak ostatecznie miasto zrezygnowało z ich organizacji z powodu problemów finansowych. Na kolejnego gospodarza igrzysk wybrano Islamabad. Jednak Pakistan, również porzucił plany organizacji tej imprezy z powodu napiętych relacji z Bangladeszem i Indiami. Wobec tego, Tajlandia zgłosiła chęć zorganizowania igrzysk w Bangkoku.  Były to trzecie igrzyska azjatyckie odbywające się w tym mieście. Poprzednio rozgrywano je tu w latach 1966 i 1970.  W programie igrzysk znajdowało się 21 dyscyplin. Była to ostatnia edycja igrzysk azjatyckich niezorganizowana pod egidą Olimpijskiej Rady Azji.

## Uczestnicy igrzysk
W VIII Igrzyskach Azjatyckich wzięło udział 25 reprezentacji, będących członkami Międzynarodowego Komitetu Olimpijskiego. 
| - Bahrajn - Bangladesz - Birma - Chiny - Filipiny - Hongkong - Indonezja - Indie - Irak | - Japonia - Katar - Korea Południowa - Korea Północna - Kuwejt - Liban - Malezja - Mongolia - Nepal | - Pakistan - Singapur - Sri Lanka - Syria - Tajlandia - Zjednoczone Emiraty Arabskie |

## Konkurencje sportowe na IA 1978
VIII Igrzyska Azjatyckie rozgrywano w 21 dyscyplinach sportowych.
| - Łucznictwo - Lekkoatletyka - Badminton - Koszykówka - Kręgle - Boks - Kolarstwo | - Nurkowanie - Szermierka - Hokej na trawie - Piłka nożna - Gimnastyka - Żeglarstwo - Strzelectwo | - Pływanie - Tenis stołowy - Tenis ziemny - Piłka siatkowa - Piłka wodna - Podnoszenie ciężarów - Zapasy |

## Klasyfikacja medalowa
| Miejsce | Reprezentacja    |     |     |     | Łącznie |
| 1       | Japonia          | 70  | 58  | 49  | 177     |
| 2       | Chiny            | 51  | 55  | 45  | 151     |
| 3       | Korea Południowa | 18  | 20  | 32  | 70      |
| 4       | Korea Północna   | 15  | 13  | 15  | 43      |
| 5       | Tajlandia        | 11  | 11  | 20  | 42      |
| 6       | Indie            | 11  | 11  | 6   | 28      |
| 7       | Indonezja        | 8   | 7   | 18  | 33      |
| 8       | Pakistan         | 4   | 4   | 9   | 17      |
| 9       | Filipiny         | 4   | 4   | 6   | 14      |
| 10      | Irak             | 2   | 4   | 6   | 12      |
| 11      | Malezja          | 2   | 1   | 4   | 7       |
| 12      | Singapur         | 2   | 1   | 3   | 6       |
| 13      | Mongolia         | 1   | 3   | 5   | 9       |
| 14      | Liban            | 1   | 1   | 0   | 2       |
| 15      | Syria            | 1   | 0   | 0   | 1       |
| 16      | Birma            | 0   | 3   | 3   | 6       |
| 17      | Hongkong         | 0   | 2   | 3   | 5       |
| 18      | Sri Lanka        | 0   | 0   | 2   | 2       |
| 19      | Kuwejt           | 0   | 0   | 1   | 1       |
| Razem   | Razem            | 201 | 199 | 226 | 626     |